# Ligue européenne masculine de volley-ball 2010
Navigation
2009 2011
La 7e Ligue européenne de volley-ball s'est déroulée du 4 juin au 17 juillet 2010. La phase finale a eu lieu du 16 au 17 juillet 2010 à Guadalajara (Espagne).

## Équipes participantes
- Autriche
- Grèce
- Portugal
- Grande-Bretagne
- Roumanie
- Slovaquie
- Espagne
- Turquie

## Tour préliminaire

### Composition des groupes
| Poule A                                    | Poule B                         |
| ------------------------------------------ | ------------------------------- |
| Grande-Bretagne Roumanie Slovaquie Espagne | Autriche Grèce Portugal Turquie |

### Poule A
| # | Équipe          | Pts | J  | G | P | Sp | Sc | Ratio | Pp   | Pc   | Ratio |
| - | --------------- | --- | -- | - | - | -- | -- | ----- | ---- | ---- | ----- |
| 1 | Espagne         | 21  | 12 | 9 | 3 | 30 | 17 | 1.765 | 1082 | 997  | 1.085 |
| 2 | Roumanie        | 19  | 12 | 7 | 5 | 26 | 23 | 1.13  | 1069 | 1075 | 0.994 |
| 3 | Slovaquie       | 17  | 12 | 5 | 7 | 21 | 24 | 0.875 | 1000 | 1009 | 0.991 |
| 4 | Grande-Bretagne | 15  | 12 | 3 | 9 | 15 | 28 | 0.536 | 929  | 999  | 0.93  |

### Poule B
| # | Équipe   | Pts | J  | G  | P  | Sp | Sc | Ratio | Pp   | Pc   | Ratio |
| - | -------- | --- | -- | -- | -- | -- | -- | ----- | ---- | ---- | ----- |
| 1 | Portugal | 23  | 12 | 11 | 1  | 34 | 12 | 2.833 | 1111 | 993  | 1.119 |
| 2 | Turquie  | 18  | 12 | 6  | 6  | 21 | 21 | 1     | 1001 | 1019 | 0.982 |
| 3 | Grèce    | 17  | 12 | 5  | 7  | 24 | 23 | 1.043 | 1072 | 1047 | 1.024 |
| 4 | Autriche | 14  | 12 | 2  | 10 | 10 | 33 | 0.303 | 926  | 1051 | 0.881 |

## Phase finale
|  | Demi-finales                            | Demi-finales                           |                        |   | Finale                            | Finale                            |
|  | Demi-finales                            | Demi-finales                           |                        |   | Finale                            | Finale                            |
|  |                                         |                                        |                        |   |                                   |                                   |
|  | 16-07-09, 15-25 15-25 25-23 25-19 8-15  | 16-07-09, 15-25 15-25 25-23 25-19 8-15 |                        |   | 17-07-09, 23-25 25-23 25-18 25-21 | 17-07-09, 23-25 25-23 25-18 25-21 |
|  | 16-07-09, 15-25 15-25 25-23 25-19 8-15  | 16-07-09, 15-25 15-25 25-23 25-19 8-15 |                        |   | 17-07-09, 23-25 25-23 25-18 25-21 | 17-07-09, 23-25 25-23 25-18 25-21 |
|  | Roumanie                                | 2                                      |                        |   | 17-07-09, 23-25 25-23 25-18 25-21 | 17-07-09, 23-25 25-23 25-18 25-21 |
|  | Roumanie                                | 2                                      |                        |   | 17-07-09, 23-25 25-23 25-18 25-21 | 17-07-09, 23-25 25-23 25-18 25-21 |
|  | Portugal                                | 3                                      |                        |   | 17-07-09, 23-25 25-23 25-18 25-21 | 17-07-09, 23-25 25-23 25-18 25-21 |
|  | Portugal                                | 3                                      | Portugal               | 3 |                                   |                                   |
|  | 16-07-09, 25-21 25-20 25-22             |                                        | Portugal               | 3 |                                   |                                   |
|  |                                         | Espagne                                | 1                      |   |                                   |                                   |
|  | Espagne                                 | Espagne                                | 1                      | 3 |                                   |                                   |
|  | Espagne                                 |                                        |                        | 3 |                                   |                                   |
|  | Turquie                                 | 0                                      |                        |   |                                   |                                   |
|  | Turquie                                 | 0                                      | Match pour la 3e place |   |                                   |                                   |
|  |                                         |                                        |                        |   |                                   |                                   |
|  | 17-07-09, 19-25 25-22 25-17 16-25 13-15 |                                        |                        |   |                                   |                                   |
|  |                                         |                                        |                        |   |                                   |                                   |
|  | Roumanie                                | 2                                      |                        |   |                                   |                                   |
|  | Roumanie                                | 2                                      |                        |   |                                   |                                   |
|  | Turquie                                 | 3                                      |                        |   |                                   |                                   |
|  | Turquie                                 | 3                                      |                        |   |                                   |                                   |

## Classement final
| Place              | Équipe          |
| ------------------ | --------------- |
| Médaille d'or      | Portugal        |
| Médaille d'argent  | Espagne         |
| Médaille de bronze | Turquie         |
| 4                  | Roumanie        |
| 5                  | Grèce           |
| 6                  | Slovaquie       |
| 7                  | Grande-Bretagne |
| 8                  | Autriche        |

## Distinctions individuelles
- MVP : Valdir Sequeira
- Meilleur marqueur : Serhat Coşkun
- Meilleur attaquant : João Miguel José
- Meilleur serveur : José Javier Subiela
- Meilleur contreur : João Carlos Malveiro
- Meilleur receptionneur : André Lopes
- Meilleur libero : Francesc Llenas
- Meilleur passeur : Guillermo Hernán